# Parc des expositions de Leipzig

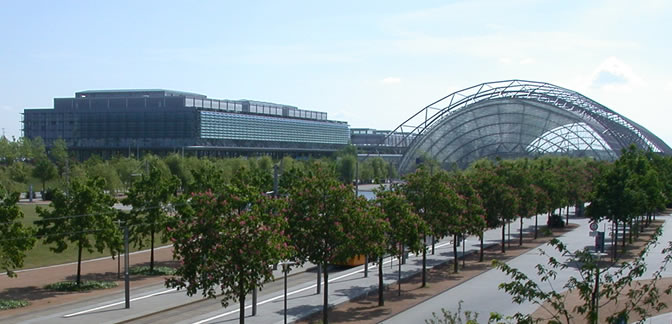
Vue du complexe.

Le parc des expositions de Leipzig (Leipziger Messegelände) est situé à Leipzig-Seehausen, à environ 7 km au nord du centre-ville lipsien. Il s'inscrit avec le site agra au sud dans la tradition quasi-millénaire de Leipzig en tant que ville de foire.
Construit en 1996 et d'architecture moderne, le complexe est parfois appelé Nouveau parc expo (neue Messegelände ou par apocope neue Messe) par opposition à l'ancien parc des expositions de Leipzig (alte Messe) situé dans le centre près du monument de la Bataille des Nations dont les locaux ont été reconvertis. 
Il héberge tous les ans 40 foires, 100 manifestations événementielles avec 10 000 exposants pour un total de 1,3 million de visiteurs. Sur 98,6 hectares, le complexe dispose de 272 300 m2 de surface construites, réparties dans cinq halls et un centre des congrès. Le plus grand hall, la Glasshalle fait 138 mètres de long.
Les manifestations les plus connues s'y déroulant sont la foire du livre de Leipzig (Leipziger Buchmesse), la Games Convention et le salon Auto Mobil International.
Le parc expo de Leipzig est géré par la société Leipziger Messe GmbH.